# 河内一友
河内 一友（かわうち かずとも、1947年5月18日 - ）は、日本の実業家。MBSメディアホールディングス相談役最高顧問（前代表取締役会長）、毎日放送前取締役会長。

## 来歴・人物
京都府京都市出身。同志社大学文学部社会学科卒業後、1971年4月に毎日放送へ入社。同期にはアナウンサーの野村啓司（元・フリー）、近藤光史（現・フリー）、大学の同期生でもある平松邦夫（元・大阪市長）、元ディレクターの山田厚史（後に朝日新聞社を経て、現・ジャーナリスト）、元テレビプロデューサーの御藤良基（現・光明寺住職）がいた。
営業・事業畑で進み、1993年に東京支社テレビ営業第一部長となり、1997年にラジオ営業局長兼業務部長、1999年に事業局長、2002年に取締役テレビ本部副本部長兼事業局長、2003年に常務取締役テレビ本部長を経て、2005年より常務取締役（営業局・事業局担当）をそれぞれ歴任。
2007年5月17日、取締役会で第7代社長山本雅弘の後任となる社長就任が内定。6月27日の株主総会終了後の取締役会で毎日放送第8代代表取締役社長に就任した。
2015年6月25日に行われる株主総会にて代表取締役会長に就任。
近畿情報通信協議会会長も務めている。一般社団法人アジア調査会理事。
2018年秋の叙勲で旭日中綬章を受章。

### MBS社長
河内に課された任務は、4年後の2011年に迫った地上波テレビのデジタルへの完全移行をつつがなく完了させるとともに、デジタル時代に見合うコンテンツプロバイダとしてのMBSのビジョンを描き直すことだった。

#### オーサカキング終了
2008年9月、リーマン・ショックを契機に世界同時不況が起こる。MBSは特にテレビのスポットCM収入が大きく落ち込む影響を受けた。前年の千里丘放送センターの土地売却で得た利益は地デジ移行に必要な局内や中継局などの設備投資に充てていて余裕がそれほどなかった。このため前任者の山本が打ち出した『スーパーリージョナルステーション』の路線に狂いが生じる。「MBS京都プロジェクト」は河内が京都市出身ということもあり継続したものの、イベント開催に巨額の経費が掛かる「オーサカキング」は持ちこたえられなくなり、2008年秋、5年間続けたイベントの終了を決断する。

#### スポーツ中継のリストラ
リーマンショック後の不景気でスポンサーがかけられる広告費全体も大幅に縮小し、特にMBSが得意とするスポーツイベント中継が影響を受けた。

第5代社長斎藤守慶が就任した1985年から続けてきたパナソニック杯毎日甲子園ボウルの放送は、河内就任当年の2007年は地上波全国ネットで深夜の録画放送を行ったが、翌2008年の第63回大会は地上波がMBSとキー局TBSテレビ以外では放送されず、BS-i（現在のBS-TBS）とCSのGAORAで完全生中継。そして2009年（平成21年）からは大会を主催する毎日新聞社の意向でNHK BS1に移行となり、MBSは放送権を失った。
選抜高等学校野球大会では、山本時代の2003年に地上波テレビでの放送が準決勝・決勝の2日間だけに縮小されていた。ラジオはまだスポンサーが付いていたこともあって全試合生中継を続けていたが、河内は「民放には民放のやり方がある」と述べ、2008年の第80回記念大会をもって取り止めた。2009年の第81回大会からはテレビと同様、準決勝・決勝の2日間だけ生中継を行うことにした。
全国高校ラグビー大会でも、河内の就任当年、2007年12月に開幕した第87回大会からラジオでの放送が全廃された。これによりラジオでは例年1月5日に行われる中央競馬の正月開催初日（メイン競走はスポーツニッポン賞京都金杯）を中継できるようになり、『新春スペシャル・みんなの競馬』を設定して施行者兼スポンサーのJRAから安定的な広告収入を得られることになった。2011年以降、全国高校ラグビー大会はCS局の系列のGAORAではなくJ SPORTSが全試合中継し、地上波はダイジェストのみとなっている。

#### ラジオ史上最大の改編
2009年4月改編ではラジオのワイド番組の流れを全面的に見直した。改編率は53%に上り、MBSラジオ史上最大規模の改編となった。

平日の場合、早朝の『朝いちばん!豊島美雪です』を終了させ、後続の『朝からてんコモリ!』を拡大。続く『ありがとう浜村淳です』は影響がなかったものの、『さてはトコトン菊水丸』に代えて『上泉雄一のええなぁ!』を投入。『こんちわコンちゃんお昼ですょ!』は時間延長、『ノムラでノムラだ♪ EXトラ!』は全面リニューアルした。夜のラジオ報道部所管番組『MBSニュースレーダー』の後には『MBSうたぐみ Smile×Songs』をスタートさせた。この結果メインパーソナリティが芸能人のワイド番組は『ありがとう』だけとなり、MBSアナウンサーとOB・OGの活躍の場が増やされた。同年6月の5局合同聴取率調査では8年ぶりに単独首位を奪還。2位に転落したABCラジオは直後の7月、東京からのネット番組を大量投入する改編を行った。
同時に、『うたぐみ』と『ちちんぷいぷい』を連動させるなど兼営局の利点を生かしたテレビとラジオの協調編成もスタートさせた。

#### 創価学会との取引再開
MBSは国内最大の新宗教団体・創価学会とは元来距離を置く方針を取ってきた。テレビではスポットCM、タイム契約共に開局から山本社長時代まで50年近く受け入れたことがなく、ラジオ のみで出稿を受け、それも斎藤時代の1991年（平成3年）に全面禁止とした後20年近く途絶えていた。

しかし、リーマンショック後の収入の落ち込みは激しく、地デジ移行という大きな投資を控えていたMBSも、創価学会だけを名指しで拒否し続ける訳には行かなくなった。河内は段階を踏みながら創価学会との取引を増やしていくことにした。まず2008年4月改編で、創価大学を運営する学校法人創価大学を出稿者として認め、続いて2009年4月改編で、ラジオに限って学会（聖教新聞名義含む）提供番組の受け入れを再開した。しかし第6代社長柳瀬璋が2001年10月改編でネット受け拒否とし、関西では系列外のラジオ大阪（OBC）で放送されていた学会提供のJRN全国ネット番組『あなたへモーニングコール』 は、本来の放送時間の午前4時台に自社制作の『モーニングミックス』があることからそちらを優先した形となり、本来のJRN加盟局で前番組『歌うヘッドライト』も放送したMBSには戻らず、引き続きOBCでの遅れネットによる放送となった。

さらに、2010年9月の『アッコにおまかせ!』を皮切りにTBSやその他JNN各局制作のネットワークセールス番組でかつ制作局と同時ネットの場合に限ってテレビ向けCMを受け入れるようになり、2012年4月改編から自社製作番組へのタイム契約を解禁、同年9月にはスポットCMの出稿も受け入れて学会との取引は全面再開となった。ただし、学会に批判的な発言や取材を例えハプニングであったとしても放送するなど、タブーを設けない対応は現在でも際立っている。

なお、創価学会および聖教新聞からのCMの出稿の一切を認めていなかった時期でも、国政選挙運動期間中の公明党のCMおよび政見放送と創価学会系列の学校教育機関（創価大学など）のCMの出稿受け付けに関しては、テレビ、ラジオともに認めている。特に、公明党に関しては、法解釈上、選挙公報の扱いを受けるので、放送局の都合があっても断ることができないので、有償での出稿を認めている。

#### USJ閉鎖、茶屋町への集中
2009年1月7日、河内は年頭記者会見でMBSスタジオ in USJを4年後の2013年3月で閉鎖すると発表する。前年1月にユニバーサル・スタジオ・ジャパンの運営会社ユー・エス・ジェイとの間で借地契約を10年延長したばかりだったが、その理由は千里丘から茶屋町への移転の時とよく似たものだった。こうしてMBSの都心回帰第3段階がスタートする。
2010年7月22日、河内は定例記者会見の席上茶屋町本社に隣接する貸駐車場になっていた土地を取得したと発表する。2013年9月に完成したMBS茶屋町B館は地上15階・地下1階建てで、大型テレビスタジオ2つを設けることになっている。また地下の車庫には千里丘ミリカセンターから中継車が移動。これにより、ライブラリーなど一部を除き放送関連機材・設備がすべて茶屋町に集結した。

#### 日本昔ばなしと60周年
MBSが誇る文化遺産『まんが日本昔ばなし』は、斎藤時代の1994年に新作の制作が取りやめられ、柳瀬時代の2001年には地上波での放送が一旦打ち切られた。山本時代の2005年、将来のDVD化を想定して初期作品の一部についてデジタルリマスターを行い、地上波放送されたが肝心のDVDソフトの発売にはなかなか踏み切れなかった。

河内は、地デジ移行や本社新館建設などで視聴者向けの60周年記念事業を大々的には打てない状況下で、番組開始35周年と創業60周年が重なるタイミングを利用し懸案となっていた『昔ばなし』のDVDソフト発売を決定。2011年1月12日の年頭記者会見の席上、1本4話、全60巻とそれを5巻ずつセットにしたDVD-BOX全12本を年に3回、2年間かけて発売すると発表 した。

その宣伝を兼ねて2011年4月10日、日曜午後5時からのアニメが作品の谷間になったのを利用して復活特番を放送した。特番はこの時間としては異例の高視聴率を記録、視聴者の喜びの声も多く寄せられ河内は「毎週レギュラーは難しくともスペシャルは今後も実施する」と表明する。DVDも第1弾の5作品がトータル20万枚以上を売る大成功を収めた。

そして河内は公約通り同年8月の第2弾発売に合わせ『スパモク!!』の枠で2時間特番を実施、8話一挙放送して再び高視聴率を上げた。

#### 毎日放送からMBSへ

毎日放送の現行のステーションロゴ

2011年7月24日、MBSテレビはアナログ放送を終了しデジタル放送への移行を完了した。開局60周年記念事業として、従来は正式社名の「毎日放送」を一般向けのステーションネームとしても使ってきたのを改め、同時に新たなステーションロゴを作ることにした。

2011年8月の1ヶ月をかけ、テレビでは順次、制作クレジットを「毎日放送」から「MBS」（旧ロゴ）に変更。9月1日の開局60周年記念日から、対外向けの呼称は「MBS」に統一され、ロゴもライトグリーン色の新しいものに変更された。

#### TAKAJIN MEMORIES2014
2014年の年頭記者会見を目前に控えた1月7日、関西の民放テレビ界を長年にわたって支えたやしきたかじんが死去したと発表された。河内は一夜明けた1月8日、ラジオで追悼番組を放送させた。その直後、たかじんが死の直前までレギュラー番組を持っていた讀賣テレビ放送社長望月規夫からお別れの会の発起人になるように打診を受け、年頭記者会見では会への対応を問われた。「偲ぶ会をやるならじめじめせず楽しく派手にやってほしい」というたかじんの遺志を受け、「在阪民放テレビ5局で同時生中継でもやるか」とぶち上げるなど積極的に関与。同時生中継はytvの反対で実現できなかったが、お別れの会は3月3日、『TAKAJIN MEMORIES2014 あんたのことが ICHIZUに やっぱ好きやねん』のタイトルで開催された。

#### ワイドFM準備、そして退任へ
2015年には、市街地中心部での電波状態悪化に対応したワイドFMの本格化が予定されていた。河内はABC、ラジオ大阪と共同で近畿圏でのワイドFM実施に向けて放送免許の申請を行った。しかし、内規で社長定年と定められている65歳を大きく過ぎ、在任も4期8年に達したことから、6月の株主総会を前に社長を退任すると発表した。後任には、常務取締役テレビ営業局長の三村景一が就くことになった。